# Lisl Kreuz

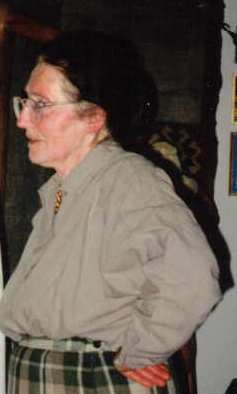
Lisl Kreuz (1993)

Lisl Kreuz (* 1. Mai 1923 als Lisl Hacker in Fischstein; † 11. Dezember 2016 in Herrsching am Ammersee) war eine deutsche Malerin und Philanthropin. Sie war Gründungsmitglied des Künstlerkreises Ammersee, bei dem sie regelmäßig ausstellte.

## Werdegang
Kreuz wurde als Tochter des Forstbeamten Viktor Hacker und dessen Ehefrau Anna-Maria geboren und wuchs in Oberammergau auf, wo ihr Vater als Leiter des Forstamtes tätig war. Nach dem Besuch des Mädchengymnasiums nahm sie Unterricht an einer Schnitzschule, die sie mit dem Meisterbrief abschloss. Im Anschluss studierte sie an der Akademie der bildenden Künste in München Bildhauerei.
Im Oktober 1953 heiratete sie den Bildhauer Hans Kreuz (1924–2001) und bezog mit ihm in Lochschwab, einem Gemeindeteil von Herrsching a.Ammersee, ein baufälliges Anwesen, das beide in den folgenden Jahren in Eigenarbeit wieder instand setzten. Dort zog das Künstlerehepaar die fünf gemeinsamen Töchter groß.
Als ihre Tochter Veronika im Alter von 14 Jahren nach einem einfachen chirurgischen Eingriff an den Folgen eines Kunstfehlers starb, begann Kreuz sich für soziale Belange zu engagieren. Mit Unterstützung des damaligen Landtagspräsidenten Rudolf Hanauer wurde ihr die Pflege eines Mädchens übertragen. Später kamen drei weitere Pflegekinder hinzu und zahlreiche kurzfristige Pflegemutterschaften hinzu. Zwischenzeitlich betreute sie elf Kinder. Daneben rief sie in den 1970er Jahren eine Selbsthilfegruppe für Multiple-Sklerose-Kranke ins Leben, mit der sie sich – anfangs in den Räumen der Evangelischen Akademie Tutzing, seit 2005 in ihrem Haus – zum Basteln und zum Austausch trifft.
Für ihr überdurchschnittliches soziales Engagement wurde Kreuz mehrfach ausgezeichnet. 2006 zeichnete der Regisseur Ulrich Hansen im Rahmen der ZDF-Dokumentationsreihe 37° ein Porträt ihrer Arbeit.

## Ehrungen
- Goldene Bürgermedaille der Gemeinde Herrsching a. Ammersee (24. Februar 1999)
- Bundesverdienstkreuz am Bande (11. September 2002)[1]
- Bayerischer Verdienstorden (11. Juli 2008)

## Film
- 2006: Ulrich Hansen: 37° – Ehrenamt. Engagement von Millionen (ausgestrahlt am 18. Juli 2006)